# Golfclub München Eichenried
Golfclub München Eichenried is een Duitse golfclub gelegen in de gemeente Moosinning ten noordoosten van München.
De golfclub werd in 1989 opgericht en had vanaf het begin een 18 holesbaan. De golfbaan werd ontworpen door de Duitse golfbaanarchitect Kurt Robknecht, die ook de uitbreiding tot 27 holes in 2002 voor zijn rekening nam. Het zijn nu drie lussen van negen holes, de A-, B- en C-baan.

## BMW International Open
Sinds de club bestaat, heeft zij het BMW International Open hier georganiseerd.

#### Albatros
De Argentijn Rafa Echenique maakte in 2009 tijdens de vierde ronde van dit toernooi op hole 18 een albatros. Met een ijzer-3 sloeg hij 219 meter en kwam op deze par-5 met zijn tweede slag in de hole. Het was zijn eerste albatros ooit en het was de eerste albatros in de 21-jarige geschiedenis van dit Open. Echenique won hiermee de 'Shot of the Month Award' maar niet het toernooi. Hij maakte een ronde van 62 en eindigde op de tweede plaats, één slag achter Nick Dougherty.